# دانشگاه اروپایی ویادرینا
دانشگاه اروپایی ویادرینا (به آلمانی: Europa-Universität Viadrina) یک دانشگاه و دانشگاه دولتی در آلمان است که در فرانکفورت (اودر) واقع شده‌است.